# Nāḩiyat al Furqlus
Nāḩiyat al Furqlus (arabiska: ناحية الفرقلس) är ett subdistrikt i Syrien.   Det ligger i provinsen Homs, i den centrala delen av landet, 150 km nordost om huvudstaden Damaskus.
Trakten runt Nāḩiyat al Furqlus är ofruktbar med lite eller ingen växtlighet. Runt Nāḩiyat al Furqlus är det glesbefolkat, med 14 invånare per kvadratkilometer.